# Мишо, Франсуа-Андре
Франсуа-Андре́ Мишо́ (фр. François André Michaux) — французский ботаник. Сын французского ботаника Андре Мишо (1746—1802). Написал «Histoire des arbres forestiers de l’Amérique septentrionale» (Париж, 1810—1813), «Voyage à l’ouest des Monts Alléghauys» (1804) и др. Как и отец, он по поручению французского правительства занимался вопросом акклиматизации во Франции ценных северо-американских деревьев.